# Breška vas
Breška vas je naselje v Občini Šentjernej.